# Agua para elefantes (película)
Water for Elephants (titulada: Agua para elefantes en algunos países de Hispanoamérica), es una película de Francis Lawrence basada en el aclamado superventas del mismo nombre, escrito por la canadiense Sara Gruen. Fue estrenada en Estados Unidos el 22 de abril de 2011.

## Trama
Charlie O'Brien, propietario del Circus Vargas, se encuentra con un anciano llamado Jacob Jankowski, que está separado de su grupo de ancianos. Los dos inician una conversación y Jacob revela que tuvo una carrera en el negocio del circo y estuvo presente en uno de los desastres de circo más infames de todos los tiempos, igual en gravedad al incendio del circo de Hartford de 1944 y al accidente del Circo Hagenbeck-Wallace.
Jankowski cuenta su historia a O'Brien, en el 1931 era estudiante de medicina veterinaria con 23 años en la Universidad de Cornell. Durante su examen final, se le informa que sus padres murieron en un accidente automovilístico. Su padre dejó enormes deudas, y el banco estaba embargando la casa de Jacob. Sintiendo que no tiene sentido regresar a la escuela, y al no tener un hogar a donde ir, salta a un tren que pasa donde se encuentra con un anciano amable llamado Camel.
Jacob se despierta a la mañana siguiente y descubre que saltó al tren del circo de los hermanos Benzini. Ve a una hermosa joven llamada Marlena Rosenbluth, y se encuentra con August, el maestro de ceremonias del circo, el entrenador de animales en jefe y el esposo de Marlena. Jacob revela que estudió ciencias veterinarias y August contrata a Jacob como veterinario para los animales de circo después de que Jacob le dice a August que Silver (un caballo de exhibición) tiene laminitis.
August le ordena a Jacob que lo cure y le mantenga funcionando el mayor tiempo posible, pero Jacob no puede soportar ver el sufrimiento de Silver y se encarga de decirle a Marlena y le dispara a Silver. August está furioso con la decisión de Jacob de eutanasiar a Silver en contra de las órdenes. Para mostrarle a Jacob quién es el jefe, lo amenaza con tirarlo del tren en movimiento, diciéndole que el sufrimiento de un animal no es nada comparado con el de un hombre, y que Jacob debe cumplir todas las futuras órdenes de August si desea mantener su trabajo.
Eventualmente, August consigue a Rosie, una elefante, como reemplazo de Silver. Él invita a Jacob a su coche a cenar y a tomar cócteles con él y Marlena. Jacob observa a la pareja casada coquetear y bailar frente a él, pero se hace evidente que su relación es complicada porque August es posesivo, celoso y rudo con Marlena. En las próximas semanas, August se frustra cuando la elefante parece imposible de entrenar. August es brutal con esta, golpeándola con un gancho cuando no cumple sus órdenes. Después de una golpiza brutal que August le dio a Rosie cuando escapó después de huir del evento y dejar caer a Marlena, Jacob se da cuenta de que el elefante solo entiende los comandos polacos. Después de eso, Rosie se presenta maravillosamente y el circo disfruta de un corto período de éxito. Mientras trabajan juntos, Jacob y Marlena se enamoran. Después de que August descubre esto, cruelmente se burla de los dos. Marlena descubre que August planea echar a Jacob del tren y se escapan juntos, escondiéndose en un hotel local. Poco después de que Marlena y Jacob hacen el amor, son emboscados por los secuaces de August que arrastran a Marlena y golpean a Jacob.
Jacob regresa al circo para encontrar a Marlena. Marlena le dice a Jacob que sus amigos Walter y Camel fueron arrojados del tren, muriendo por las heridas. Varios empleados del circo se cansan de la crueldad asesina de August y desatan su venganza abriendo todas las jaulas de los animales mientras que la gran carpa se llena con una audiencia disfrutando de la actuación de Marlena y Rosie. Jacob intenta encontrar a Marlena en el caos y August lo ataca. Cuando Marlena intenta evitar que August golpee a Jacob, él dirige su furia hacia ella y la estrangula, mientras que uno de los secuaces de August pega a Jacob. Wade y Grady, dos de los mejores amigos de Jacob y uno de los trabajadores del circo salvan a Jacob y él ve a Rosie golpear a August en la parte posterior de la cabeza con una estaca de hierro, matándolo. Como resultado, Benzini Bros. se cierra oficialmente, y nadie queda a cargo de la liberación de los animales.
De vuelta en el presente, Jacob le explica a O'Brien en flashbacks que regresó a Cornell y terminó su carrera. Él y Marlena tomaron varios caballos y a Rosie, consiguieron trabajos con Ringling Brothers and Barnum & Bailey Circus. Jacob trabajó como veterinario y ella continuó actuando con Rosie. Se casaron, tuvieron hijos y mantuvieron a Rosie hasta su muerte. Él trabajó como veterinario en el Zoológico de Albany y después de más niños y muchos años felices juntos, Marlena murió.
O'Brien entonces le pide a Jacob que trabaje como el tomador de boletos, a lo que Jacob accede.

## Reparto
- Robert Pattinson como Jacob Jankowski.
- Reese Witherspoon como Marlena Rosenbluth.
- Christoph Waltz como August Rosenbluth.
- Hal Holbrook como el viejo Jacob Jankowski.
- Richard Brake como Grady, trabajador del circo y amigo de Jacob.
- Jim Norton como el anciano polaco Camel.
- Mark Povinelli como el enano Walter (el payaso Kinko).
- James Frain como el cuidador de la elefanta Rosie.
- Tim Guinee como Diamond Joe.
- Brayam Garcia como Steve Sosner.
- Ken Foree como Earl, el matón de August.
- Scott MacDonald como Blackie, el matón sádico de August.
- Paul Schneider como Charlie O’Brien III, dueño de un circo en la actualidad.
- Tai como la elefanta Rosie.
- Uggie (macho, 2002-) como la perrita Quennie, una Jack Russell terrier.